# František Čečetka
František Čečetka (16. ledna 1917 Luže – 4. srpna 1982 Ostrava) byl český prozaik a dramatik.

## Život
Vystudoval Učitelský ústav v Litomyšli a poté učil na celé řadě základních škol na severní Moravě a ve Slezsku (v letech 1974–1982 žil v Bohumíně). Od roku 1972 do roku 1978 byl ředitelem ostravského nakladatelství Profil. Ve své tvorbě pro dospělé čtenáře ovlivněné vesnickým prostředím, ve kterém jako učitel působil, zobrazoval zejména socialistické proměny venkova. Spolupracoval také s rozhlasem a televizí, ale nejznámější je jako autor knih pro děti a mládež. Mnohé jeho pohádky a povídky pro děti mají však charakter politické agitky.

## Dílo
- O pánech větrů, mraků a vod (1951), povídka pro děti, prostřednictvím které jsou poučeni o meteorologii,
- I ten vrabec Umouněnec (1951), moderní pohádka propagující kolektivizaci v zemědělství,
- O vláčku Kolejáčku a jiné pohádky (1951), soubor moderních pohádek, které poučují děti o důležitosti uhlí a o různých řemeslech a pracích. Podle titulní pohádky byl režisérkou Hermínou Týrlovou natočen roku 1959 loutkový film, který se dočkal mezinárodního ocenění.[2]
- Zelený vrch (1951), povídka pro děti,
- Pohádka o domečku na paloučku (1958), divadelní hra pro nejmenší,
- Vesnice za lesem (1961), povídky z vesnického prostředí,
- Jsou – odcházejí (1972), povídky z vesnického prostředí,
- Vláček Kolejáček, Ťapka a bílý Damijánek (1973), soubor moderních pohádek,
- Stopy statečných (1974), pět kratších próz o hrdinství mladých lidí na severovýchodní Moravě od dávné minulosti až po autorovu současnost,
- Otevřete, svítá (1975), soubor povídek vytěžených z problematiky vesnického života za první republiky, za druhé světové války a v období kolektivizace zemědělství.
- Cesta do údolí (1977), obsahuje novelu Ostrov Lakamidón a další dvě povídky, které se odehrávají ve vesnickém prostředí.
- Jak se směje sluníčko (1981), povídky pro děti odehrávající se na vesnici,
- Štěňata (1981), vybráno z knihy Vláček Kolejáček, Ťapka a bílý Damijánek,
- O vousaté princezně a jiné pohádky (1982), moderní pohádky,
- Štěňata se nebojí (1984), vybráno z knihy Vláček Kolejáček, Ťapka a bílý Damijánek.

## Filmové adaptace
- Vláček kolejáček (1959), loutkový film, režie Hermína Týrlová
- Ostrov Lakamidón (1978), televizní film, režie Karel Vochoč